# Sebimilje
Sebimilje (Servisch cyrillisch Себимиље) is een plaats in de Servische gemeente  Raška. De plaats telt 126 inwoners (2002).